# Bohorodczany Stare
Bohorodczany Stare – wieś w rejonie bohorodczańskim obwodu iwanofrankiwskiego. W II Rzeczypospolitej miejscowość była siedzibą gminy wiejskiej Bohorodczany Stare w powiecie stanisławowskim województwa stanisławowskiego. Wieś liczy 3569 mieszkańców.
9 kwietnia 1868 roku w Bohorodczanach Starych urodził się generał brygady Wojska Polskiego Ryszard Hausner.